# Карапчовская сельская община
Карапчовская сельская община (укр. Карапчівська сільська громада) — территориальная община в Черновицком районе Черновицкой области Украины.
Административный центр — село Йорданешты.
Население составляет 4407 человек. Площадь — 45,1 км².
В соответствии с распоряжением Кабинета Министров Украины от 12 июня 2020 года, в состав общины вошла территория Йорданештского и Карапчовского сельских советов упразднённого Глыбокского района

## Населённые пункты
В состав общины входит 2 села:
- Йорданешты
- Карапчовский старостинский округ:
  - Карапчов